# Екстремальні машини
Екстремальні машини (англ. Extreme Machines, рос. Экстремальные машины) — американський науково-популярний телевізійний серіал, що виходить в ефірі каналу Discovery Channel, наочно і доступно розповідає телеглядачам про найсучасніши і новаторські машини та механізми, які найбільш широко використовують в суспільстві, що змінили рівень розвитку нашої цивілізації, надавши вплив на життя сучасного людства. Кожна серія являє собою захоплюючу розповідь про те, як і для яких цілей створювалися ті або інші сучасні технічні засоби, а також яким чином ця складна сучасна техніка працює на теренах нашої планети і навколоземному просторі. У циклі програм представлені деякі з найбільших, створених людиною, машин на землі: екскаватори, підйомні крани, залізничні поїзди, контейнеровози, нафтові платформи, бронетехніка, космічні апарати, літаки і підводні човни…
Телевізійний серіал було зроблено на замовлення телеканалу Discovery Channel. Режисер Х'ю Уітворт (англ. Hugh Whitworth). В англомовній версії текст від автора читає Квері Маршалл (англ. Qarie Marshall).